# 谿卡
谿卡（藏語：གཞིས་ཀ，威利转写：gzhis ka），一譯溪卡，藏語「莊園」之意，世袭贵族、寺院、祖古或噶厦都可以领有庄园。
谿卡作為行政單位最早出現於帕木竹巴時期。大司徒絳曲堅贊推行宗谿制度，用以取代薩迦巴的萬戶制度。谿卡與「宗」同為西藏基层行政单位，地位比宗低或者平級。溪卡共分为三种：雄溪（རྫོང་གཞིས་，官家庄园）﹑却溪（ཆོས་གཞིས་，寺院庄园）﹑该溪（贵族庄园）。
谿卡的長官稱為「溪堆」（藏語：གཞིས་སྡོད་，威利转写：gzhis sdod），一般由噶廈委派，或由特定寺院委任。明、清朝廷亦會授予其長官都指挥使司佥事的官職。
截止1959年，西藏全境共有64個谿卡。1959年西藏騷亂後，中華人民共和國更改西藏行政區劃，於1960年將各個宗與谿卡合併改設縣。